# International Handball Federation
International Handball Federation eller Det internationale Håndboldforbund (forkortet IHF) er den verdensomspændende organisation for håndboldspillet. IHF har til opgave at organisere verdensmesterskaberne i håndbold, fastsætte regler for spillet og udbrede kendskabet hertil. Forbundet har hjemsted i Basel, Schweiz, og den nuværende præsident er Hassan Moustafa fra Egypten.

## Historie
I 1928 blev International Amateur Handball Federation (IAHF) etableret i forbindelse med OL i Amsterdam, og ved OL i Berlin i 1936 havde IAHF fået 23 medlemmer og bred anerkendelse, hvilket resulterede i, at sporten kom på det olympiske program i udendørs-udgave. To år senere blev det første verdensmesterskab afholdt i Tyskland.
Efter krigen tog Danmark og Sverige initiativ til en ny organisation, og med otte nationer så IHF dagens lys 12. juli 1946 under forbundets stiftende og første kongres, som fandt sted i Danmark i København på Palace Hotel.

## Arbejdsområder
IHF organiserer sit arbejde i følgende kommissioner:
- Kommission for organisation og konkurrencer (COC):
  - Organisering og afholdelse af verdensmesterskaber
  - Ansvar for og organisering af olympiske håndboldturneringer
  - Organisering og afholdelse af turneringer for klubhold
  - Udstikning af regler for ovennævnte turneringer
  - Organisering og afholdelse af interkontinentale kampe
  - Opstilling af en international kalender for begivenheder
  - Samarbejde i disciplinærkomiteen
- Kommission for regler og dommere (PRC):
  - Opstilling af regler for spillet samt forklarende noter
  - Afholdelse af symposier inden for området
  - Udvælgelse, oplæring og overvågning af internationale dommere
  - Vedligeholde internationale dommerlister
  - Finde og oplære instruktører
  - Samarbejde i disciplinærkomiteen
- Kommission for træning og metoder (CCM):
  - Analyse af internationale kampe og turneringer med henblik på tilpasning af spillet
  - Afholdelse af symposier inden for området
  - Udarbejdelse af lærebogsmateriale samt afholdelse af trænerkurser
  - Oplæring af internationale trænere
  - Udpegning af verdenshold
  - Finde og oplære instruktører
  - Fremme af skolehåndbold
  - Stillingtagen til forslag om regelændringer
  - Samarbejde med disciplinærkomiteen
- Medicinsk kommission (MC):
  - Præcisering af og gennemførelse af IHFs antidoping regler
  - Gennemførelse af dopingtests
  - Overvågning og gennemførelse af kønstests i forbindelse med IHF begivenheder
  - Initiativ til udveksling af erfaringer inden for sportsmedicin og deltagelse i internationale medicinsymposier
  - Udarbejdelse af materiale med henblik på forebyggelse af sportsskader
  - Samarbejde med disciplinærkomiteen
- Kommission for støtte og public relations (CPP):
  - Udarbejdelse af materiale om sporten
  - Mediesamarbejde, udarbejdelse af publikationer fra IHF
  - Samling af IHF-materialer og vedligeholdelse af biblioteket
  - Fremme af strandhåndbold og minihåndbold
  - Afholdelse af kurser for funktionærer og sportslærere
  - Udpegning og oplæring af funktionærer
  - Samarbejde med disciplinærkomiteen

Alle kommissioner fungerer endvidere som forbindelsesled til de kontinentale forbund inden for deres område.

## Medlemmer og turneringer
IHF har efterhånden over 150 medlemslande, hvoraf en ret stor del repræsenterer ganske få medlemmer.
IHF afholder følgende turneringer:
- OL-håndbold for mænd og kvinder
- Verdensmesterskab for mænd og kvinder, der er afholdt hvert andet år siden 1993 og før det med længere mellemrum
- Juniorverdensmesterskab for mænd og kvinder, der begge er afholdt hvert andet år siden 1977
- Ungdomsverdensmesterskab for mænd (første gang i 2005) og kvinder (første gang i 2006)

## Sponsorer
- Adidas
- Gerflor
- Molten
- beIN Sports
- Intersport
- Grundfos